# Powsin
Powsin – obszar Miejskiego Systemu Informacji i osiedle w dzielnicy Wilanów w Warszawie.

## Historia
Pierwsze wzmianki o Powsinie, noszącym wtedy nazwę Powsino, pojawiły się w XIII wieku jako osadzie stanowiącej własność Boguszy Miecławica z rodu Doliwów, wojewody łęczyckiego. W 1232, a najpóźniej w 1241 Bogusza wyzbył się wsi na rzecz cysterskiej placówki w Szpetalu koło Włocławka. W 1258 zapisał ostatecznie majątek katedrze włocławskiej, co zatwierdził książę mazowiecki i czerski Siemowit I. W 1283 biskup kujawski Albertus przekazał majątek kasztelanowi wiskiemu Mikołajowi z rodu Ciołków, w zamian za Szawłowice w dekanacie gniewkowskim. W 1398 Elżbieta Ciołkowa, wdowa po Andrzeju kasztelanie czerskim, ufundowała, za radą swych synów - Wiganda, Andrzeja, Stanisława i Klemensa, w Powsinie drewniany kościół pod wezwaniem św. Andrzeja Apostoła i św. Elżbiety.
Wieś szlachecka Powsino w 1580 znajdowała się w powiecie warszawskim ziemi warszawskiej województwa mazowieckiego. 
Potomkowie Ciołków przyjęli przydomek Powsińscy i byli właścicielami miejscowości do 1677. Następnie sprzedali go Janowi Sobieskiemu, który włączył go do dóbr wilanowskich.
W latach dwudziestych XVIII wieku Powsin i okolice kupiła Elżbieta Helena Sieniawska. W 1720 powstał miejscowy cmentarz. W 1725 ufundowała kościół św. Elżbiety, stojący w centrum Powsina. W latach 1803–1815 był tu proboszczem Jan Paweł Woronicz. Był on m.in. inicjatorem powstania w 1810 szkoły parafialnej i parafialnego ośrodka pomocy. Po upadku powstania styczniowego, dobra powsińskie uwłaszczono i włączono do gminy Wilanów.
W 1951 Wilanów (wraz z nim Powsin) został włączony do Warszawy. Od 1960 roku znajdował się w dzielnicy Mokotów (po likwidacji dzielnicy Wilanów), od 1994 roku w gminie Warszawa-Wilanów, od 2002 roku ponownie w dzielnicy Wilanów.

## Ważniejsze obiekty
- Kościół św. Elżbiety w Powsinie
- Cmentarz Powstańców Warszawy
- Jezioro Torfowisko
- Pomnik Wiganda z Powsina herbu Ciołek